# Baumgarten (Warnow)
Baumgarten ist eine Gemeinde im Westen des Landkreises Rostock in Mecklenburg-Vorpommern (Deutschland). Die Gemeinde wird vom Amt Bützow-Land mit Sitz in der Stadt Bützow verwaltet.

## Geografie
Die Gemeinde Baumgarten liegt zwischen den Städten Bützow, Warin, Neukloster und Brüel am Südostrand einer Moräne, die den Fluss Warnow, von Süden kommend, in Richtung Osten zwingt. Das waldreiche Gebiet weist Höhen bis zu 90 m ü. NHN auf (Kiesenberg). Umgeben wird Baumgarten von den Nachbargemeinden Bernitt im Norden, Rühn im Osten, Warnow im Süden sowie Warin im Westen.

### Ortsteile
- Baumgarten
- Gralow
- Katelbogen
- Laase
- Qualitz
- Schependorf
- Wendorf

## Geschichte
In einem Bogen zwischen dem Ortsteil Katelbogen und der Gegend westlich des Ortsteiles Laase findet man die Reste sogenannter Hünengräber aus dem 3. Jahrtausend vor der Zeitrechnung.
Baumgarten: In der Gründungsurkunde des Zisterzienserinnenklosters Rühn wird der Ort 1233 als Bomgarde genannt.

Die spätgotische Feldsteinkirche entstand 1233. Der Kirchturm hat einen Unterbau aus Feldsteinen, ein Fachwerkmittelteil und einen vierseitigen Pyramidenhelm. Im Turm befindet sich eine für Mecklenburg seltene Kirchturmuhr mit Stundenglocke. Die Vorhalle an der Südseite des Chores entstand im 19. Jahrhundert. Im Inneren gibt es einen Altar und eine Kanzel aus dem 19. Jahrhundert. An der Orgelempore ist der Schrein eines spätgotischen Schnitzaltars aus dem 15. Jahrhundert angebracht.
Gralow: Die erste Erwähnung war 1264. Hier gab es Ende des 17. Jahrhunderts eine Ziegelei sowie etwas später eine Glashütte.

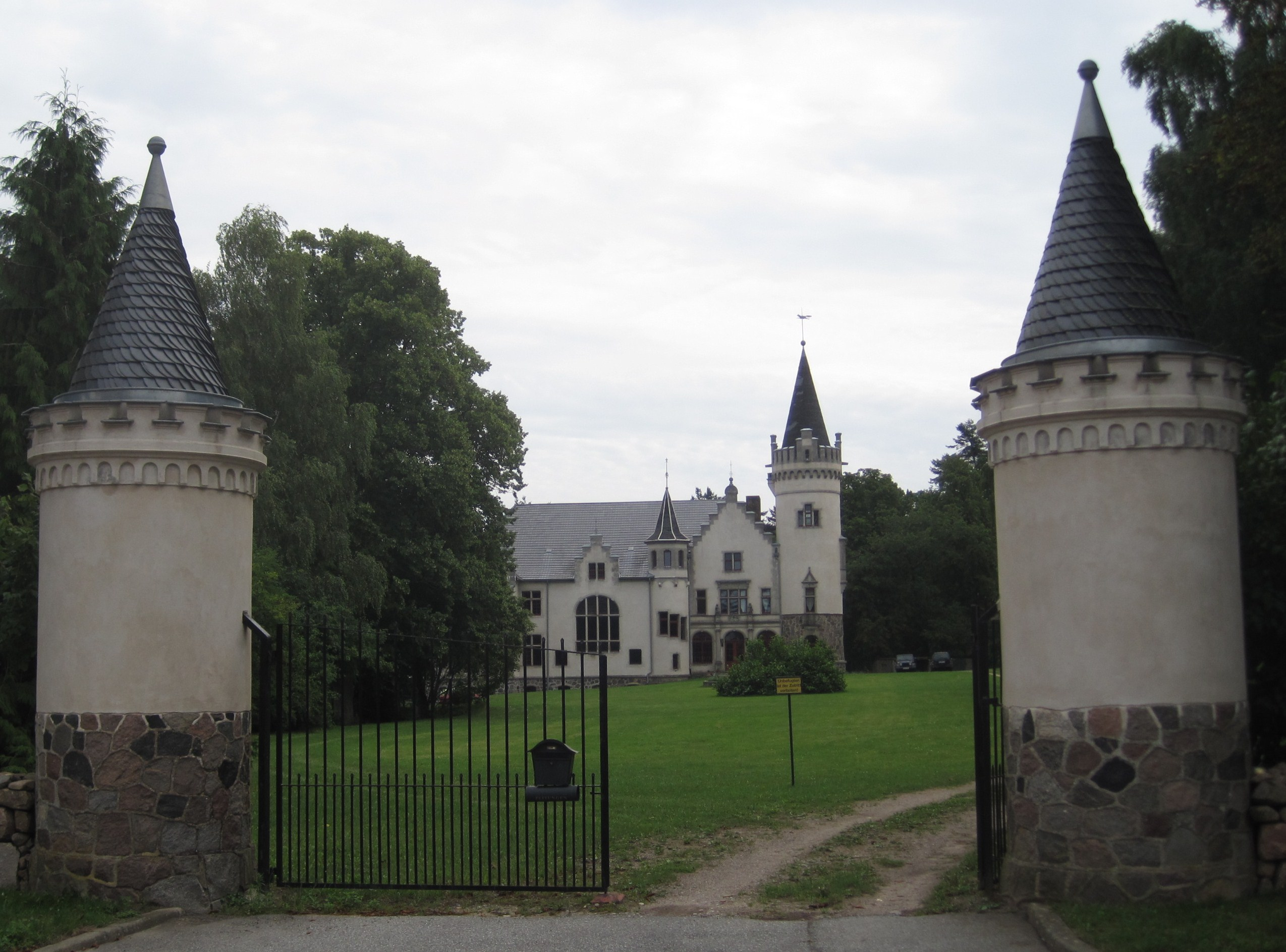
Gut Katelbogen

Katelbogen: Erste Zeugnisse im Ort sind die Großsteingrab von Katelbogen.

Das Gut Katelbogen wurde erstmals 1348 erwähnt. Der Besitzer war Theze von Zernin. Im Spätmittelalter wurde eine Burg vermutlich als Raubritterburg genutzt. 1549 erhält der Bützower Stiftshauptmann, Jürgen von Wackerbarth den Ort als Stiftsland. 1606, 1634 und 1653 finden in Katelbogen Hexenprozesse statt. 1631 verpfändete Jürgen Wackerbarth das Gut Katelbogen inklusive Sagsdorf an den Rostocker Bürger Joachim Lohrmann. Wenig später verloren die Wackerbarths endgültig den Besitz. Von 1662 bis 1798 befand sich das Gut mit kurzzeitiger Unterbrechung im Besitz des Adelsgeschlechts Plessen, gefolgt von der Familie von Plüskow und seit 1856 der Familie von Jasmund. Das Gutshaus stammt aus dem Jahr 1895/1898 und wurde für die Familie von Voß, für den späteren Oberst Fritz von Voß gebaut, der das Gut von November 1894 bis etwa 1932 besaß und weitere Güter in Mecklenburg bewirtschaftete. Zuletzt, nach 1932, gehörte das Gut bis 1945 den Freiherren von dem Bussche-Haddenhausen, nachdem es Hilmar von dem Bussche-Haddenhausen erworben hatte. Zwischen 1956 und 1991 wurde im Herrenhaus eine landwirtschaftliche Berufsschule mit Internat betrieben. In den folgenden Jahren wurde das Gebäude zweimal privatisiert. Im Gutshaus entstanden Wohnungen und Ferienquartiere.

In Katelbogen war ferner am Anfang des 18. Jahrhunderts eine Glashütte. Die Eingemeindung Katelbogens erfolgte am 1. Januar 1999.
Laase: Die erste Erwähnung war 1248. Das Gut gehört der Familie von Stralendorff. Laase wurde am 1. Juli 1950 eingemeindet. Im Dachstuhl der Dorfkirche Laase sind Teile der einzigen nachgewiesenen hölzernen Dorfkirche in Mecklenburg aus der Zeit um 1243 erhalten.
Qualitz: Hier steht das Großsteingrab von Qualitz. Die erste Erwähnung des Ortes war 1329. Die Eingemeindung fand am 1. Januar 1999 statt.
Schependorf wurde 1339 erstmals erwähnt. Gutsbesitze waren u. a. die Familien von Lützow (bis 1636), von Bülow (bis 1699), von Schack (bis 1750), von Kosboth (bis 1779), Schröder, Lorenz (bis 1803), Engel (bis 1823), von Schnackenburg (bis 1832) und Ortmann (bis 1939). Das Gutshaus stammt von um 1800 und ist seit nach 2002 ein Ferienwohnhaus.
Wendorf wurde 1401 erstmals erwähnt. Wendorf wurde am 1. Juli 1950 eingemeindet. Die Brücke über die Warnow bei Wendorf entstand 1957.

## Politik

### Gemeindevertretung und Bürgermeister
Der Gemeinderat besteht (inkl. Bürgermeisterin) aus 9 Mitgliedern. Die Wahl zum Gemeinderat am 26. Mai 2019 hatte folgende Ergebnisse:
| Partei/Bewerber               | Prozent | Sitze |
| ----------------------------- | ------- | ----- |
| Wählergemeinschaft Baumgarten | 92,69   | 7     |
| CDU                           | 7,31    | 1     |

Bürgermeisterin der Gemeinde ist Astrid Peters (SPD), sie wurde mit 74,59 % der Stimmen gewählt.

## Sehenswürdigkeiten
- Dorfkirche in Baumgarten: Ursprünglich spätgotische Feldsteinkirche, die stark erneuert wurde; Westturm mit Fachwerkaufsatz und Pyramidendach.
- Dorfkirche in Laase: Feldsteinbau von um 1400 mit eingezogenem Chor, Ostwand in Backstein, und quadr. Westturm mit Pyramidendach.
- Gutshaus Laase: Zweigeschossiger Putzbau mit Zwerchgiebel
- Gutshaus Katelbogen von 1895,[10] im romantischen, historisierenden Stil, erg. mit großem und kleinen Turm 1906, für den Offizier Fritz von Voß (1854–1945) und seine Frau Flora von Krause (1861–1923)[11], Enkeltochter des Bankiers Wilhelm von Krause,[12] gebaut, heute Wohnungen.
- Dorfkirche Qualitz: spätgotischer Bau aus Feld- und Backstein mit dreiseitigem Chorabschluss und Sakristeianbau; neugotischer Westturm vom 19. Jahrhundert.
- Gutshaus Schependorf von vor 1803; seit 2002 Ferienwohnungen.

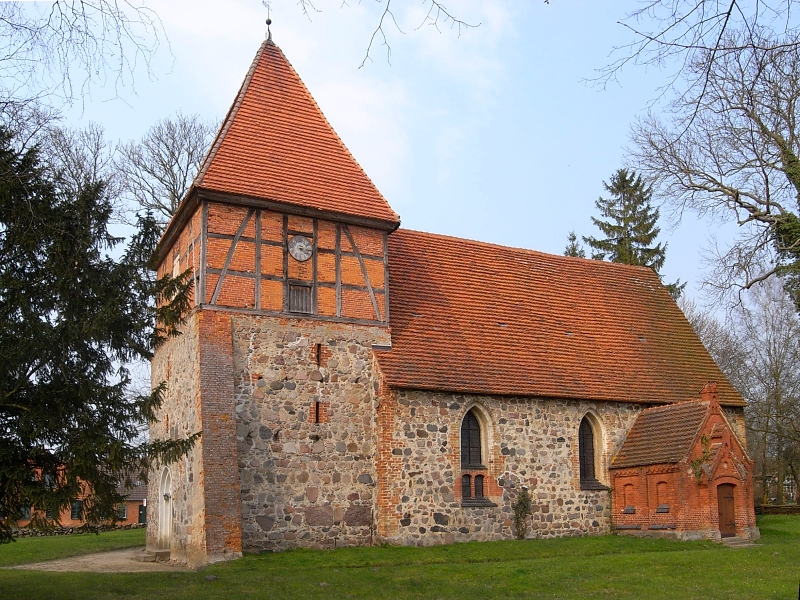
Dorfkirche in Baumgarten
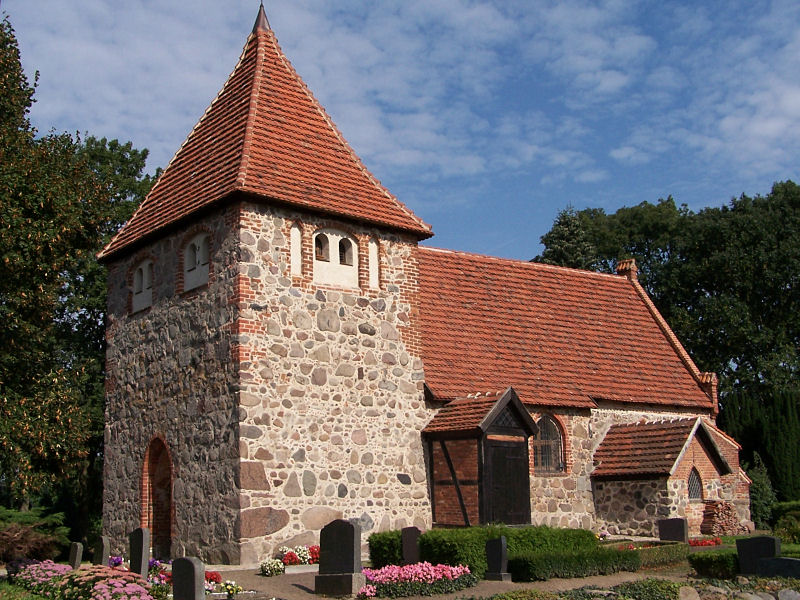
Dorfkirche in Laase
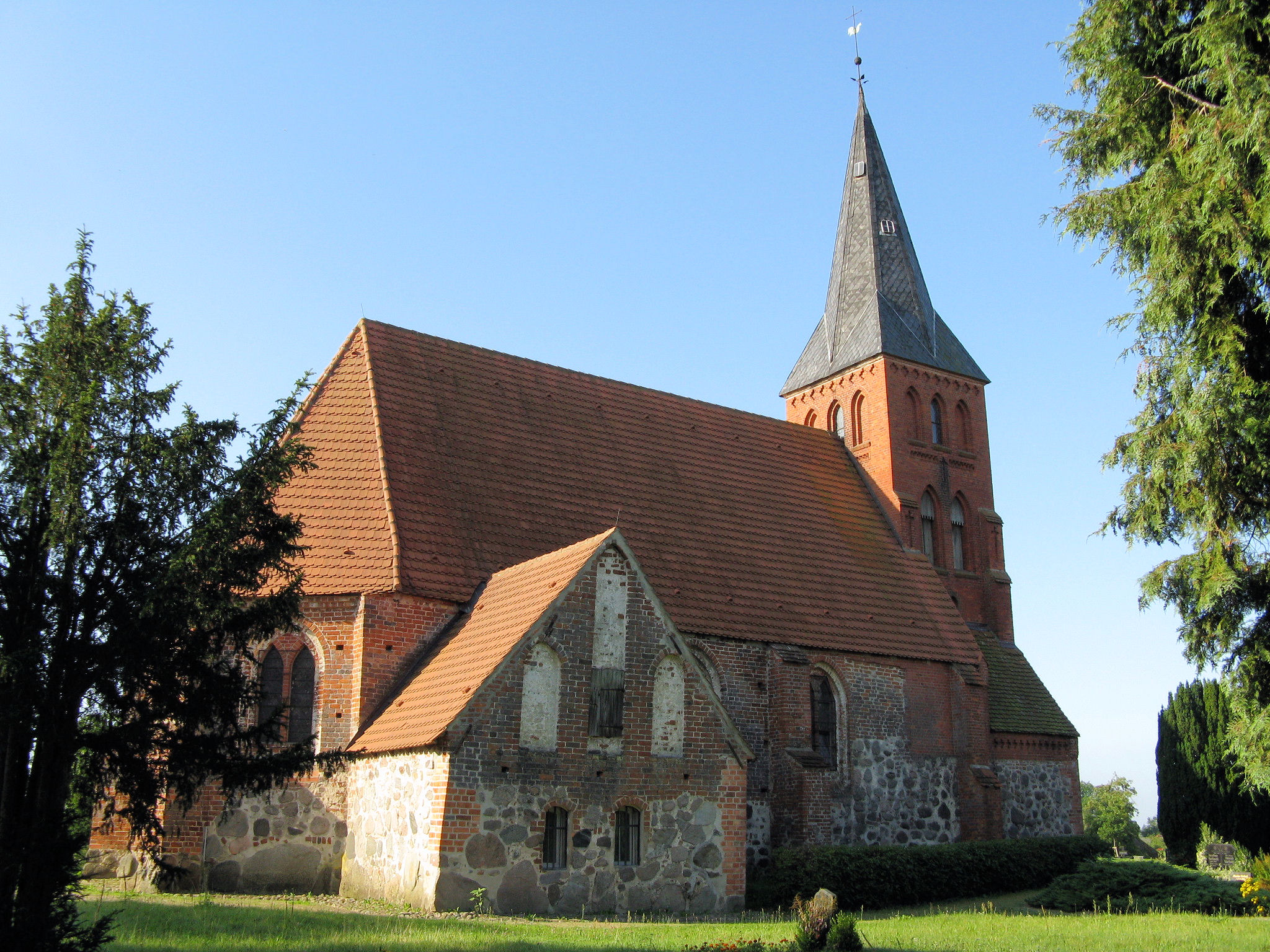
Dorfkirche in Qualitz
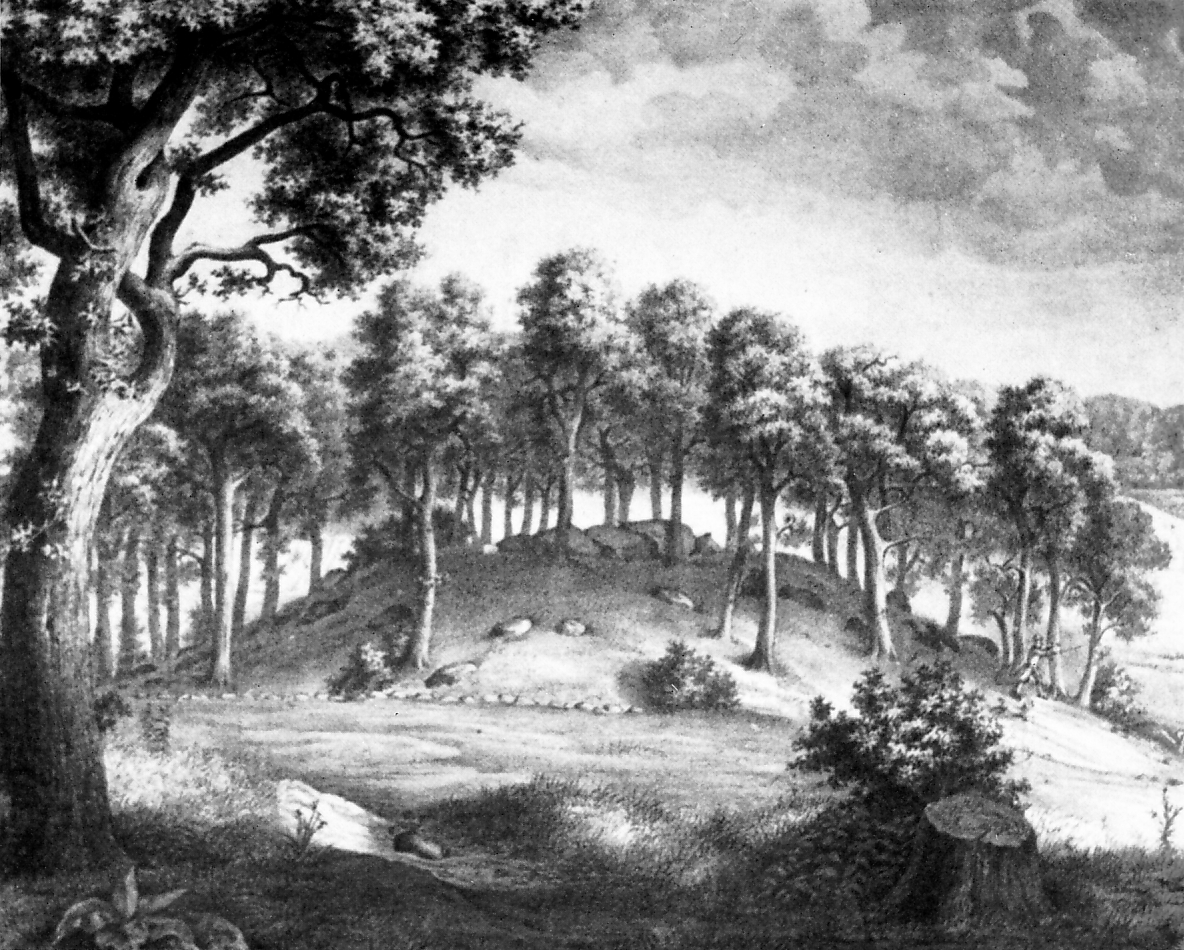
Großsteingrab von Katelbogen (1837)

## Wirtschaft und Infrastruktur
Das Gemeindegebiet wird von landwirtschaftlich genutzten Flächen und Wäldern geprägt. In den letzten Jahren entwickelte sich auch der Tourismus (Ferienhäuser).

### Verkehrsanbindung
Durch das Gemeindegebiet führen die Verbindungsstraßen von Bützow nach Neukloster bzw. von Warnow nach Neukloster. Der nächstgelegene Bahnhof befindet sich in der etwa zehn Kilometer entfernten Stadt Bützow.